# Napoleon (Ohio)
Napoleon è una località degli Stati Uniti d'America, capoluogo della contea di Henry, nello Stato dell'Ohio.